# Abfallentsorgungsanlage
Eine Abfallentsorgungsanlage im Sinne des deutschen Kreislaufwirtschaftsgesetzes ist eine oft, aber nicht begriffsnotwendig mit technischen Einrichtungen ausgestattete Anlage, um darin aufgenommene oder in anderen Anlagenteilen angefallene Abfälle Verwertungs- oder Beseitigungsverfahren zu unterziehen oder sie dazu vorzubereiten. Das kann vom bloßen Umschlagen oder Umladen, einem (Zwischen-)Lagern oder einer Behandlung durch Sortieren bis zur mechanischen, biologischen, thermischen oder chemischen Behandlung in einer Abfallverwertungsanlage reichen oder in der Ablagerung in einer Abfallbeseitigungsanlage (Deponie) enden. Das Verständnis dieser Begriffe folgt den Definitionen in Teil 1 des KrWG, das wiederum vorwiegend europäisches Recht umsetzt. Abfallentsorgungsanlagen benötigen entweder eine Genehmigung nach Bundes-Immissionsschutzgesetz oder im Falle einer Deponie einer Planfeststellung.

## Entsorgungsverfahren
Es werden folgende Verfahren unterschieden:
- thermische Abfallbehandlung (Verbrennung, Pyrolyse, Plasmaverfahren etc.)
- Sortierverfahren (Stofftrennung- und sortierung zum Zwecke des Recycling)
- biologische Verfahren (Kompostierung)
- chemische Behandlung (Neutralisation, Konditionierung, Fällung) „CP-Anlagen“
- mechanisch-biologische Abfallbehandlung
- Deponierung (vorwiegend inerte Abfälle und nicht verwertbare Restabfälle).

## Anlagentypen
Nach der Einteilung entsprechend der vierten Verordnung zur Durchführung des Bundes-Immissionsschutzgesetzes (4. BImSchV) werden unter Punkt 8. (Verwertung und Beseitigung von Abfällen und sonstigen Stoffen) eine Reihe von Anlagen aufgeführt, für deren Errichtung und Änderungen nach § 10 Bundes-Immissionsschutzgesetz ein förmliches Genehmigungsverfahren (sogenannte „Spalte 1-Anlagen“) mit Öffentlichkeitsbeteiligung erforderlich ist.
Es werden folgende Anlagen unterschieden:
- 8.1

1 Anlagen zur Beseitigung oder Verwertung fester, flüssiger oder in Behältern gefasster gasförmiger Abfälle oder Deponiegas mit brennbaren Bestandteilen durch thermische Verfahren, insbesondere Entgasung, Plasmaverfahren, Pyrolyse, Vergasung, Verbrennung oder eine Kombination dieser Verfahren
2 Verbrennungsmotoranlagen für den Einsatz von Altöl oder Deponiegas mit einer Feuerungswärmeleistung von 50 Megawatt oder mehr
- 8.2

Anlagen zur Lagerung oder Behandlung von Abfällen, die nicht unter die Nummern 8.1 bis 8.15 fallen, mit einer Gesamtkapazität von 50 Tonnen oder mehr.
- 8.3

Anlagen zur thermischen Aufbereitung von Stahlwerksstäuben für die Gewinnung von Metallen oder Metallverbindungen im Drehrohr oder in der Wirbelschicht
- 8.4

Anlagen, in denen Stoffe aus in Haushaltungen anfallenden oder aus hausmüllähnlichen Abfällen durch Sortieren für den Wirtschaftskreislauf zurückgewonnen werden, mit einer Durchsatzkapazität von 10 Tonnen Einsatzstoffen oder mehr je Tag.
- 8.5

Anlagen zur Erzeugung von Kompost aus organischen Abfällen, auf die die Vorschriften des Kreislaufwirtschafts- und Abfallgesetzes Anwendung finden, mit einer Durchsatzkapazität von 75 Tonnen oder mehr je Tag (Kompostwerke)
- 8.6

Anlagen zur biologischen Behandlung
ausgenommen Anlagen, die durch Nummer 8.5 oder 8.7 erfasst werden
1 von gefährlichen Abfällen, auf die die Vorschriften des Kreislaufwirtschafts- und Abfallgesetzes Anwendung finden, mit einer Durchsatzkapazität von 10 Tonnen Abfällen oder mehr je Tag
2 nicht gefährlichen Abfällen, auf die die Vorschriften des Kreislaufwirtschafts- und Abfallgesetzes Anwendung finden, mit einer Durchsatzleistung von 50 Tonnen Abfällen oder mehr je Tag
3 Gülle, soweit die Behandlung ausschließlich zur Verwertung durch anaerobe Vergärung (Biogaserzeugung) erfolgt, mit einer Durchsatzkapazität von 100 Tonnen oder mehr je Tag
- 8.7

Anlagen zur Behandlung von verunreinigtem Boden, auf den die Vorschriften des Kreislaufwirtschafts- und Abfallgesetzes Anwendung finden, durch biologische Verfahren, Entgasen, Strippen oder Waschen mit einem Einsatz an verunreinigtem Boden bei
1 gefährlichen Abfällen von 10 Tonnen oder mehr je Tag
2 ungefährlichen Abfällen von 50 Tonnen oder mehr je Tag
- 8.8

Anlagen zur chemischen Behandlung, insbesondere zur chemischen Emulsionsspaltung, Fällung, Flockung, Neutralisation oder Oxidation, von
1 gefährlichen Abfällen, auf die die Vorschriften des Kreislaufwirtschafts- und Abfallgesetzes Anwendung finden,
2 nicht gefährlichen Abfällen, auf die die Vorschriften des Kreislaufwirtschafts- und Abfallgesetzes Anwendung finden, mit einer Durchsatzkapazität von 50 Tonnen Einsatzstoffen oder mehr je Tag
- 8.9

Anlagen zum Zerkleinern vonicht gefährlichen metallischen Abfällen in Shredderanlagen mit einer Durchsatzkapazität an Einsatzstoffen von 50 Tonnen oder mehr je Tag
- 8.10

Anlagen zur physikalisch-chemischen Behandlung, insbesondere zum Destillieren, Kalzinieren, Trocknen oder Verdampfen, von
1 gefährlichen Abfällen, auf die die Vorschriften des Kreislaufwirtschafts- und Abfallgesetzes Anwendung finden, mit einer Durchsatzkapazität von 10 Tonnen Einsatzstoffen oder mehr je Tag
2 nicht gefährlichen Abfällen, auf die die Vorschriften der Kreislaufwirtschafts- und Abfallgesetzes Anwendung finden, mit einer Durchsatzkapazität von 50 Tonnen Einsatzstoffen oder mehr je Tag
- 8.11

1 Anlagen zur Behandlung von gefährlichen Abfällen, auf die die Vorschriften des Kreislaufwirtschafts- und Abfallgesetzes Anwendung finden, ausgenommen Anlagen, die durch Nummer 8.1 und 8.8 erfasst werden
1. durch Vermengung oder Vermischung sowie durch Konditionierung,
2. zum Zweck der Hauptverwendung als Brennstoff oder der Energieerzeugung durch andere Mittel,
3. zum Zweck der Ölraffination oder anderer Wiederverwendungsmöglichkeiten von Öl,
4. zum Zweck der Regenerierung von Basen oder Säuren,
5. zum Zweck der Rückgewinnung oder Regenerierung von organischen Lösungsmitteln oder
6. zum Zweck der Wiedergewinnung von Bestandteilen, die der Bekämpfung von Verunreinigungen dienen
mit einer Durchsatzkapazität von 10 Tonnen Einsatzstoffen oder mehr je Tag
2 sonstige Behandlung, ausgenommen Anlagen die durch 8.1 bis 8.10 erfasst werden, mit einer Durchsatzkapazität von gefährlichen abfällen von 10 Tonnen oder mehr je Tag
3 nicht gefährlichen Abfällen, soweit diese für die Verbrennung oder Mitverbrennung vorbehandelt werden oder es sich um Schlacken oder Aschen handelt, von 50 Tonnen oder mehr je Tag
- 8.12

Anlagen zur zeitweiligen Lagerung von Abfällen, auf die die Vorschriften des Kreislaufwirtschafts- und Abfallgesetzes Anwendung finden, ausgenommen die zeitweilige Lagerung bis zum Einsammeln auf dem Gelände der Entstehung der Abfälle und Anlagen die durch Nummer 8.14 erfasst werden, bei
1 gefährlichen Abfällen mit einer Gesamtlagerkapazität von 50 Tonnen
3 Eisen- oder Nichteisenschrotten, einschließlich Autowracks, mit einer Gesamtlagerfläche von 15.000 Quadratmetern oder mehr oder einer Gesamtlagerkapazität von 1.500 Tonnen oder mehr
- 8.13

Anlagen zur zeitweiligen Lagerung von nicht gefährlichen Abfällen, auf die die Vorschriften des Kreislaufwirtschaftsgesetzes Anwendung finden, ausgenommen die zeitweilige Lagerung bis zum Einsammeln auf dem Gelände der Entstehung der Abfälle und Anlagen, die durch Nummer 8.14 erfasst werden, mit einer Gesamtlagerkapazität von 1.000 Tonnen oder mehr.
- 8.14

Anlagen zum Lagern von Abfällen gefährlichen Abfällen, auf die die Vorschriften des Kreislaufwirtschafts- und Abfallgesetzes Anwendung finden, über einen Zeitraum von mehr als einem Jahr mit
1 einer Gesamtkapazität von mehr als 50 Tonnen, soweit die Lagerung untertägig erfolgt
2 Anlagen zum Lagern von nicht gefährlichen Abfällen mit einer Aufnahmekapazität von 10 Tonnen oder mehr je Tag oder einer Gesamtlagerkapazität von 25.000 Tonnen oder mehr
3 einer Aufnahmekapazität von weniger als 10 Tonnen je Tag und einer Gesamtlagerkapazität von
3.1 25.000 Tonnen gefährlichen Abfalls
3.2 150 Tonnen bis weniger als 25.000 Tonnen nicht gefährlicher Abfälle 
- 8.15

Anlagen zum Umschlagen von gefährlichen Abfällen, auf die die Vorschriften des Kreislaufwirtschafts- und Abfallgesetzes Anwendung finden, mit einer Leistung von 10 Tonnen oder mehr je Tag, ausgenommen Anlagen zum Umschlagen von Erdaushub oder von Gestein, das bei der Gewinnung oder Aufbereitung von Bodenschätzen anfällt.
Anlagen mit geringeren Verbrennungs- bzw. Durchsatzleistungen fallen unter die Spalte 2 der 4. BImSchV und werden nicht im förmlichen, d. h. öffentlichen Genehmigungsverfahren nach § 10 des Bundes-Immissionsschutzgesetzes bearbeitet, d. h. dass für die Errichtung oder Änderungen dieser Anfallentsorgungsanlagen nur ein vereinfachtes Genehmigungsverfahren – ohne Öffentlichkeitsbeteiligung – durchgeführt werden muss.